# Pandémie de Covid-19 en Pays de la Loire

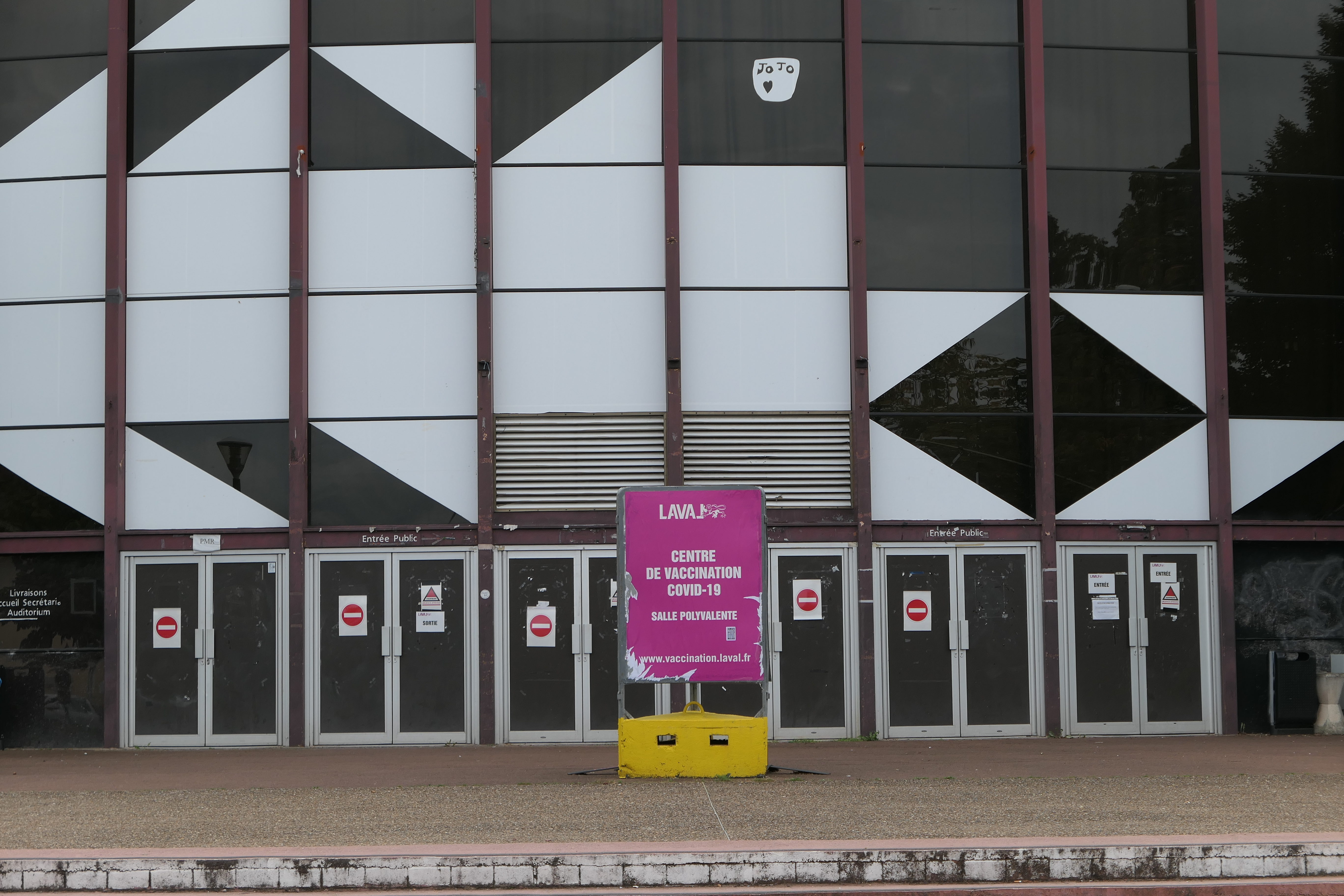
Salle polyvalente, place de Hercé, à Laval (Mayenne, France), transformé en centre de vaccination contre la Covid-19

Cet article présente la situation en ce qui concerne la pandémie de maladie à coronavirus de 2019-2020 (COVID-19) en Pays de la Loire.

## Statistiques

### Nouveaux cas quotidiens
| Nouveaux cas quotidiens de COVID-19 déclarés en Pays de la Loire                                                       | 0 |  |
| Pour des raisons techniques, il est temporairement impossible d'afficher le graphique qui aurait dû être présenté ici. |   |  |

### Statistiques par départements
| Région/Territoire | Département      | Nombre de         | Nombre de | Nombre de         | Nombre de | Nombre de         | Nombre de |
| Région/Territoire | Département      | Population (2017) | Cas       | Décès au 15 avril | ‰         | Hosp. au 15 avril | ‰         |
| ----------------- | ---------------- | ----------------- | --------- | ----------------- | --------- | ----------------- | --------- |
| Pays de la Loire  | Loire-Atlantique | 1 394 909         | 1 184     | 83                | 0,06      | 292               | 0,21      |
| Pays de la Loire  | Maine-et-Loire   | 813 493           | 1 184     | 60                | 0,07      | 212               | 0,27      |
| Pays de la Loire  | Mayenne          | 307 445           | 1 184     | 21                | 0,07      | 78                | 0,22      |
| Pays de la Loire  | Sarthe           | 566 506           | 1 184     | 33                | 0,06      | 142               | 0,27      |
| Pays de la Loire  | Vendée           | 675 247           | 1 184     | 25                | 0,04      | 70                | 0,12      |